# Piper penyasense
Piper penyasense är en pepparväxtart som beskrevs av Trel. & Yunck.. Piper penyasense ingår i släktet Piper och familjen pepparväxter. Inga underarter finns listade i Catalogue of Life.